# Collegio uninominale Sicilia 1 - 08
Il collegio elettorale uninominale Sicilia 1 - 08 è stato un collegio elettorale uninominale della Repubblica Italiana per l'elezione della Camera dei deputati tra il 2017 ed il 2022.

## Territorio
Come previsto dalla legge elettorale italiana del 2017, il collegio era stato definito tramite decreto legislativo all'interno della circoscrizione Sicilia 1.
Era formato dal territorio di 16 comuni: Alcamo, Buseto Palizzolo, Calatafimi-Segesta, Castellammare del Golfo, Custonaci, Erice, Favignana, Gibellina, Marsala, Paceco, Petrosino, Salemi, San Vito Lo Capo, Trapani, Valderice e Vita.
Il collegio era quindi interamente compreso nella provincia di Trapani.
Il collegio era parte del collegio plurinominale Sicilia 1 - 02.

## Eletti
| Elezione | Elezione | Deputato     | Partito            |
| -------- | -------- | ------------ | ------------------ |
|          | 2018     | Piera Aiello | Movimento 5 Stelle |
|          | 2021     | Piera Aiello | Italia dei Valori  |
|          | 2021     | Piera Aiello | Gruppo misto       |

## Dati elettorali

### XVIII legislatura
Come previsto dalla legge elettorale, 232 deputati erano eletti con sistema a maggioranza relativa in altrettanti collegi uninominali a turno unico.
| Candidati              | Candidati              | Voti    | %     | Liste                                | Voti    | %     |
| ---------------------- | ---------------------- | ------- | ----- | ------------------------------------ | ------- | ----- |
|                        | Piera Aiello ✔️ Eletto | 77 950  | 51,20 | Movimento 5 Stelle                   | 77 950  | 51,20 |
|                        | Tiziana Pugliesi       | 46 052  | 30,25 | Forza Italia                         | 30 550  | 20,06 |
| Lega                   | Tiziana Pugliesi       | 46 052  | 30,25 | 6 626                                | 4,35    |       |
| Fratelli d'Italia      | Tiziana Pugliesi       | 46 052  | 30,25 | 4 608                                | 3,03    |       |
| Noi con l'Italia - UDC | Tiziana Pugliesi       | 46 052  | 30,25 | 4 268                                | 2,80    |       |
|                        | Pamela Orrù            | 20 732  | 13,62 | Partito Democratico                  | 18 092  | 11,88 |
| +Europa                | Pamela Orrù            | 20 732  | 13,62 | 1 333                                | 0,88    |       |
| Italia Europa Insieme  | Pamela Orrù            | 20 732  | 13,62 | 1 017                                | 0,67    |       |
| Civica Popolare        | Pamela Orrù            | 20 732  | 13,62 | 290                                  | 0,19    |       |
|                        | Daniele Nuccio         | 3 490   | 2,29  | Liberi e Uguali                      | 3 490   | 2,29  |
|                        | Loredana Giacalone     | 1 791   | 1,18  | Il Popolo della Famiglia             | 1 791   | 1,18  |
|                        | Rosaria Rapisarda      | 622     | 0,41  | CasaPound                            | 622     | 0,41  |
|                        | Giuseppa Alongi        | 591     | 0,39  | Potere al Popolo!                    | 591     | 0,39  |
|                        | Caterina Persiani      | 515     | 0,34  | Italia agli Italiani                 | 515     | 0,34  |
|                        | Carlo Mazziotta        | 336     | 0,22  | Partito Comunista                    | 336     | 0,22  |
|                        | Francesco Santagata    | 180     | 0,12  | Lista del Popolo per la Costituzione | 180     | 0,12  |
| Totale                 | Totale                 | 152 259 | 100   |                                      | 152 259 | 100   |
|                        |                        |         |       |                                      |         |       |
| Voti non validi        | Voti non validi        | 6 248   | 3,94  |                                      |         |       |
| Votanti                | Votanti                | 158 507 | 63,29 |                                      |         |       |
| Elettori               | Elettori               | 250 456 |       |                                      |         |       |